# بازسازی رایشس‌تاگ
ساختمان رایشس‌تاگ که توسط پل والت (به آلمانی: Paul Wallot) طراحی شده‌بود دو بار بازسازی شده‌است.

## اولین بازسازی
پل باوم گارتنر (به آلمانی: Paul Baumgartner) اولین بازسازی را انجام داد.

## دومین بازسازی
در سال ۱۹۹۲، شرکت فاستر و همکاران به همراه ۱۴ شرکت غیرآلمانی دیگربرای حضور در مسابقه بازسازی ساختمان رایشس‌تاگ دعوت شده بود. این گروه بعد از مرحله دوم مسابقه در سال ۱۹۹۳ برنده اعلام شد. کار بازسازی از سال ۱۹۹۵ آغاز شد. علاوه بر اینکه ساختمان به شکل اولیه بازسازی شد، به یک ساختمان پارلمان مدرن تبدیل شد. پوسته سنگی نقش پایه‌ای را بازی می‌کند و سازه شیشه و فلز (گنبد) با گشودن و گستراندن فضا به عنوان سنبلی از اینکه بالاخره آلمان به یک دولت باز و آزاد مردمی دست یافته طراحی شد.

## ایده
طرح نورمن فاستر برای بازسازی رایشتاگ (پارلمان جدید آلمان) و تغییر شکل و بازسازی این ساختمان بر مبنای ۴ موضوع اساسی زیر انجام شده‌است:
1. اهمیت دادن به بنا به عنوان یک مرکز دموکراتیک
2. توجه به دسترسی عموم
3. حساسیت نسبت به تاریخ
4. توجه به محیط پیرامون.

در بازسازی این مجموعه ساختمان قدیمی ریشتاگ مورد توجه قرار گرفته‌است برای مثال اشکوب‌های اشرافی و حیاط‌های درونی با بیان جدیدی مطرح شده‌اند ولی از دیدگاه دیگر این کار متفاوت است یعنی در ورای دیوارهای ضخیم و مصالح بنایی ساختمان ماهیت شفافی یافت ایجاد تعدادی بازشو علاوه بر هدایت نور به داخل دید زیبایی از بیرون بنا نیز به دست داد مردم عادی و اعضای پارلمان از ورودی مشترک بازسازی شده وارد می‌شوند عرصه عمومی ساختمان بعد از ورودی تا رستوران واقع در تراس پشت بام و گنبد (که نماد شهری جدیدی در برلین به‌شمار می‌رود) امتداد یافته و از طریق رمپ‌هایی به شکل مارپیچ که در جهت مخالف یکدیگر قرار دارند یکی برای بالا رفتن بازدیدکنندگان و دیگری برای پایین آمدن آن‌ها به سکوی تماشایی منتهی شده که در بالای فضای اصلی پارلمان قرار دارد در نتیجه مردم می‌توانند فعالیت‌های نمایندگان سیاسی را ببینند.

## تهویه
گرمای اضافی بنا به صورت آب گرم در یک سفره که ۳۰۰ متر زیر زمین قرار دارد ذخیره می‌شود سپس این آب را می‌توان به وسیله پمپ بیرون کشید و برای گرمایش ساختمان یا فعال کردن سیستم خنک سازی (برای تولید آب خنک) به کار برد این آب خنک را هم مانند همین روش می‌توان در زیر زمین ذخیره کرد پایین بودن مصرف انرژی این ساختمان باعث شده که بتواند به عنوان نیروگاهی برای دولت جدید عمل کند.

## گنبد
گنبد ساختمان ریشتاگ از نظر نور و تهویه نیز اهمیت فراوانی دارد در مرکز این گنبد که راس آن به طرف پایین و صحن مجلس است در اطراف ان تعداد زیادی آیینه متحرک هوشمند تعبیه گردیده‌است که در روز نور افق را به داخل فضای پارلمان منعکس می‌کند و مانع تابش آزاردهنده نور خورشید و ایجاد خیرگی نور می‌شود ولی هنگام شب عکس این مسئله رخ می‌دهد یعنی گنبد این ساختمان همچون یک چراغ دریایی قدرت و توان نظام دموکراتیک آلمان را به نمایش می‌گذارد در زیر گنبد شیشه‌ای قطاعی از نیمکره به صورت کرکره‌ای جهت کنترل نور وجود دارد که با حرکت خورشید حرکت می‌نماید این کرکره‌ها به سیستم هوشمند مجهز بوده و از ورود نور مزاحم جلوگیری می‌کند.
در قسمت خارجی گنبد نیز دستگاهی متحرک برای تمیز کردن شیشه‌ها وجود دارد که در جهت عمودی و همچنین افقی در محیط دایره‌ای گنبد حرکت می‌نماید.